# Thereva funebris
Thereva funebris är en tvåvingeart som beskrevs av Johann Wilhelm Meigen 1820. Thereva funebris ingår i släktet Thereva och familjen stilettflugor. Inga underarter finns listade i Catalogue of Life.